# Marie-Rose Turcot
Marie-Rose Turcot, (pseudonyme: Constance Bayard) née le 2 juillet 1887 à Laurierville (Canada) et morte le 27 novembre 1977 à Orléans (Canada), est une journaliste et écrivaine canadienne.

## Biographie
Marie-Rose Turcot naît le 2 juillet 1887 à Laurierville dans le comté de Mégantic, situé dans la province de Québec. Fille du député fédéral du comté de Mégantic Georges Turcot et de Belzémire Rousseau, elle suit des cours de littérature au couvent de Plessisville, dirigé par les Sœurs de la Charité. Les universités francophones du Québec n'étant alors pas ouvertes aux diplômées sortant des collèges classiques pour jeunes filles, elle s'inscrit à  l’Université d’Ottawa pour compléter ses études en littérature et en philosophie.
Âgée de vingt ans, Marie-Rose Turcot obtient un poste de secrétaire auprès de la fonction publique. En effet, après la mort de son père en 1908, et pour faire vivre sa mère et sa sœur, elle exerce les fonctions de secrétaire dans une administration publique, puis à partir de 1920, celle de secrétaire du Ministre de la Défense nationale,. Elle est également attachée au secrétariat français au congrès du Conseil international des femmes à Washington en mai 1925.
En 1918, Marie-Rose Turcot écrit et publie Les impressions d'un homme dans une carafe dans le quotidien La Presse en 1918. Entre 1918 et 1920, elle publie sa première nouvelle La Brodeuse de dragon, ainsi que son premier conte Nestor et Picolo qui tous deux sont primés au concours de la Société Saint-Jean-Baptiste de Montréal. C’est le début de sa carrière littéraire. En 1920, elle publie un premier recueil de contes et de nouvelles sous le titre L'Homme du jour.
En 1920, elle obtient également une promotion auprès de la fonction publique : Marie-Rose Turcot devient alors secrétaire du Dr Henri Séverin Béland, député libéral de Beauce, au Québec, alors ministre du Rétablissement des soldats à la vie civile et ministre chargé de la Santé.
Marie-Rose Turcot collabore à plusieurs journaux et revues, notamment dans Les Annales de l'Institut canadien-français d'Ottawa (1925), La Revue moderne (1928-1929), L'Oiseau bleu (1930-1940) et Notre temps (1950-1962). De 1934 à 1954, elle est journaliste et rédige des articles pour la page féminine du journal Le Droit Elle signe ses écrits soit de son nom, soit de son pseudonyme, Constance Bayard.
Elle est membre de plusieurs sociétés et associations, telles que la Société des écrivains canadiens-français, la Société d'étude et de conférences, l'Association des confrères artistes du Caveau, la Canadian Women's Press Club d'Ottawa et l'Association des femmes journalistes.
Ses écrits possèdent une importance pour les Canadiens-français puisqu'ils comportent des protagonistes francophones localisés dans plusieurs provinces canadiennes : au Québec, en Ontario, en Saskatchewan. Certains personnages seront même issus de Nouvelle-Angleterre, et à New York, reflétant la variété de l'habitation canadienne-française,.

## Ouvrages
- Le secret de Constance Benoît, paru dans Mon Magazine, janvier 1926
- L'Homme du jour, 1920
- Le Carrousel, 1928
- Nicolette Auclair, 1930
- Un Jasper, 1933
- Au pays des géants et des fées, 1937
- Le Maître, 1940[11].